# Маклаковский заказник
Маклаковский заказник — государственный природный заказник (комплексный) регионального (областного) значения Московской области, целью которого является сохранение ненарушенных природных комплексов, их компонентов в естественном состоянии; восстановление естественного состояния нарушенных природных комплексов, поддержание экологического баланса. Заказник предназначен для:
- сохранения и восстановления природных комплексов;
- сохранения местообитаний редких видов растений и животных.

Заказник основан в 1990 году. Местонахождение: Московская область, Талдомский городской округ, сельское поселение Ермолинское. Заказник состоит из двух участков. Участок № 1 расположен в 0,5 км к востоку от деревни Малое Курапово, в 1,5 км к западу от деревни Юрино, северная граница участка совпадает с границей Московской области; участок № 2 расположен в 0,05 км к западу от деревни Кузнецово, в 0,3 км к северо-западу от деревни Глебово, в 0,08 км к югу от озера Кузнецовское. Для предотвращения неблагоприятных антропогенных воздействий на заказник на прилегающих к нему территориях расположена охранная зона в 0,1 км к западу от деревни Юрино; северная граница охранной зоны совпадает с границей Московской области. Общая площадь заказника составляет 739,8 га (участок № 1 (западный) — 614,4 га, участок № 2 (восточный) — 125,4 га); площадь охранной зоны заказника составляет 2630 га. Участок № 1 заказника включает кварталы 9, 10, 11, 15, 21, 22, 28; участок № 2 заказника включает квартал 25 Хотченского участкового лесничества Талдомского лесничества.

## Описание
Территория заказника расположена в зоне распространения моренной холмистой равнины Верхне-Волжской низменности в верховьях реки Хотча. Дочетвертичный фундамент представлен юрскими песками, алевритами и глинами. Четвертичный чехол сложен покровными суглинками (на поверхности холмов), московской мореной, дефлюкционными суглинками и супесями (на склонах холмов); песчано-гравийными отложениями котловин озёр Сальковское и Глебовское, пролювиальными отложениями эрозионных ложбин, техногенными песчано-супесчаными грунтами (вдоль насыпей лесных дорог, мелиоративных канав и пешеходных троп).
На территории заказника представлена основная поверхность моренной равнины с холмами, ложбинами стока, западинами и двумя крупными озерными котловинами — озёрами Сальковское и Глебовское. Средние абсолютные высоты территории заказника — 125—130 м. Холмы, шириной 100—500 м и высотой до 5—7 м, имеют овальную форму и расположены хаотично. Абсолютная высота уреза воды озера Сальковское — 127 м.
На участке № 1 заказника расположена поверхность моренной равнины с большим количеством холмов (длиной от 300 м до 1,5 км), ложбин стока и западин, в том числе котловина озера Сальковское. Местами западины заняты комплексами переходных болот. Северной границей заказника является мелиоративная канава, к которой примыкает серия более мелких мелиоративных канав. Она имеет западное направление в сторону русла реки Хотча.
Территория участка № 2 заказника представлена поверхностью моренной равнины с ложбинами стока и западинами, в том числе котловиной озера Глебовское. Зафиксирована череда канав субширотного направления, которые переходят в основную мелиоративную канаву юго-восточного направления, относящуюся к бассейну реки Хотча.
Основные современные рельефообразующие процессы: формирование современного элювия на поверхности холмов (при сезонном промерзании и оттаивании с образованием покровных суглинков), массовое смещение (дефлюкция) склонового чехла на склонах крутизной более 3°; сезонное затопление (до 1—2 м) днищ ложбин стока и эрозионных форм; ряд биогенных процессов (повсеместное накопление растительных остатков, образование «кочек» на увлажненных участках, искорей и муравейников).
Территория заказника относится к бассейну реки Хотча (правому притоку реки Волги). Здесь расположено два естественных водоема — озера Сальковское и Глебовское. Площадь озера Сальковское — 14 га, озера Глебовское — 4 га. Отмечены заболоченные участки ложбин стока и западин.
Почвенный покров территории заказника представлен дерново-подзолистыми почвами, перегнойно-глеевыми почвами (в днищах ложбин стока и западинах).

### Флора и растительность
На территории заказника преобладают елово-мелколиственные и мелколиственно-еловые леса, встречаются участки кисличных и черничных ельников, липово-еловых лесов, мелколиственных молодняков и черноолыпаников.
Растительный покров участка № 1 заказника довольно пестрый: преобладают елово-мелколиственные, мелколиственно-еловые и мелколиственные сообщества с вкраплениями участков чистых ельников, сосново-еловых лесов, елово-липовых насаждений, а также лесокультур липы широкотравных. Имеются значительные площади разновозрастных вырубок, как зарастающих мелколиственными породами, так и занятых лесными культурами.
Леса участка представлены разнообразными типами: таёжными, субнеморальными (с участием таёжных и дубравных видов), неморальными (с доминированием видов дубравного широкотравья), заболоченными сфагновыми.
Дренированные поверхности заняты березово-еловыми, сосново-еловыми, березово-сосново-еловыми кисличными, кислично-зеленомошными и редкотравными субнеморальными лесами. В древостое нередка примесь осины. Во втором древесном ярусе и подросте этих лесов преобладает ель, в подлеске встречаются крушина ломкая, рябина, малина (в окнах), реже жимолость лесная.
В травяном ярусе обычно доминирует кислица. Встречаются: брусника, костяника, майник двулистный, звездчатка жестколистная, копытень европейский, щитовники картузианский и мужской, голокучник Линнея, чина весенняя, лютик кашубский, ожика волосистая, гравилат городской, сныть обыкновенная, бор развесистый, вороний глаз, майник двулистный, ортилия однобокая, золотарник обыкновенный, дремлик широколистный (редкий и уязвимый вид, не включенный в Красную книгу Московской области, но нуждающийся на территории области в постоянном контроле и наблюдении). В западинках встречается лютик ползучий, на прогалинах местами формируются вейниковые пятна с кислицей обыкновенной. Группами присутствуют зеленые мхи.
В квартале 22 расположен участок старовозрастного субнеморального ельника кисличного с единичной примесью осины, березы и сосны. В подлеске участвуют крушина ломкая, малина, рябина, единично жимолость лесная и смородина чёрная. В травяном покрове доминирует кислица, встречаются зеленчук жёлтый, копытень европейский, седмичник европейский, майник двулистный, крапива двудомная, лютик кашубский, герань лесная, чина весенняя, медуница неясная, грушанка круглолистная и дудник лесной.
На территории участка нередко встречаются смешанные леса с участием широколиственных пород во втором ярусе, преимущественно липы, реже клёна платано видного и дуба. В травяном покрове таких лесов велика доля дубравного широкотравья.
Небольшими фрагментами встречаются липняки с участием ели, березы, осины, иногда клёна и ольхи серой во втором ярусе. В подросте таких лесов обычны липа, клен; единично встречается вяз. В подлеске участвуют волчеягодник обыкновенный, или волчье лыко (редкий и уязвимый вид, не включенный в Красную книгу Московской области, но нуждающийся на территории области в постоянном контроле и наблюдении) и смородина чёрная. В травяном ярусе здесь доминируют сныть обыкновенная, чина весенняя, пролесник многолетний, яснотка крапчатая, медуница неясная, встречаются фиалка удивительная, гравилат городской, копытень европейский, кислица обыкновенная, вороний глаз, звездчатка жестколистная, щитовник картузианский, вейник тростниковидный и ожика волосистая. В окнах обильны крапива двудомная, дудник лесной, хвощ луговой.
Более увлажненные местообитания занимают черничные и чернично-зеленомошные, реже орляково-черничные типы сосново-еловых, березовоеловых, березово-сосново-еловых лесов. В подросте обильны ель и рябина, в подлеске единично встречается крушина ломкая, иногда волчеягодник обыкновенный. В травяно-кустарничковом ярусе черничных типов абсолютно преобладает черника. Ей сопутствуют брусника, вейник тростниковидный, седмичник европейский, майник двулистный, ожика волосистая, линнея северная, щитовник картузианский, орляк обыкновенный. В моховом покрове преобладают зеленые таёжные мхи: плеврозиум Шребера, реже — виды дикранума и птилиум. Местами в западинках присутствуют политриховые и сфагновые мхи.
В заказнике встречаются также вторичные мелколиственные леса кисличноширокотравные с папоротниками, чаще всего — березовые. В травяном ярусе этих лесов участвуют сныть обыкновенная, кислица, костяника, копытень, золотарник обыкновенный, земляника лесная, фиалка удивительная, ортилия однобокая, бор развесистый, вейник тростниковидный, чина весенняя, василистник водосборолистный, борец северный, воронец колосистый, дремлик широколистный и некоторые другие виды (ожика волосистая, седмичник, брусника, черника, зеленчук, щитовники картузианский и мужской, звездчатка жестколистная, сивец луговой).
Более сырые местообитания занимают елово-березовые хвощево-травяные типы леса — хвощево-вейниковые, хвощево-щучковые, хвощево-травяные с влажнотравьем и другие. В древостое участвуют береза и ель, причем береза преобладает, а ель, как правило, формирует второй древесный ярус. В подлеске обычны крушина ломкая, черемуха, иногда волчеягодник обыкновенный. Из влажнотравья здесь встречаются вербейник обыкновенный, таволга вязолистная, крапива двудомная, бодяк разнолистный, герань болотная, купальница европейская (редкий и уязвимый вид, не включенный в Красную книгу Московской области, но нуждающийся на территории области в постоянном контроле и наблюдении), дудник лесной, гравилат речной, кочедыжник женский и другие.
Ложбины стока и западины заняты черноольшаниками влажнотравно-крупнотравными.
В 10 и 21 кварталах расположено преобразованное осушительной мелиорацией переходное болото, северная часть которого в настоящее время занята сосняком зеленомошно-сфагновым с крушиной в подлеске и морошкой приземистой (вид, занесенный в Красную книгу Московской области) в травяно-кустарничковом ярусе. В сфагновых лесах на окраине болота произрастает пальчатокоренник Траунштейнера (вид, занесенный в Красную книгу Российской Федерации и Красную книгу Московской области). В южной части болота имеется свежая вырубка. Небольшой участок осушенного сосняка зеленомошно-сфагнового с морошкой расположен и в 11 квартале заказника.
В 28 квартале расположено озеро Сальковское. По берегу озера тянется небольшая полоса кустарниковых ив (ива трехтычинковая, ива пепельная) и кустарниковой формы ольхи чёрной. В южной и юго-западной части имеется вахтово-сабельниково-осоковая сплавина шириной от 5 до 30 м. В воде озера растут кувшинка белоснежная (редкий и уязвимый вид, не включенный в Красную книгу Московской области, но нуждающийся на территории области в постоянном контроле и наблюдении), кубышка жёлтая, двукисточник тростниковидный. По берегам отмечены пятна тростника обыкновенного, рогоз широколистный, вахта трехлистная, осоки. Чуть дальше от берега обильны сабельник болотный, череда поникшая, герань болотная, горец земноводный, мята полевая, кипрей болотный, редко встречается дудник болотный (вид, занесенный в Красную книгу Московской области) и другие.
Озеро окружает полоса черноольшаника разнотравно-осокового с телиптерисом болотным. В древостое единично встречается береза. Отмечен подрост ели. Местами к озеру примыкают участки сфагнового сосняка.
На озерной низкой террасе встречаются сырые варианты еловых и мелколиственно-еловых лесов, в которых произрастает венерин башмачок настоящий (вид, занесенный в Красную книгу Российской Федерации и Красную книгу Московской области).
В северной части участка № 2 в квартале 25 произрастает сосняк с березой и елью во втором ярусе кислично-черничный, местами редкотравный. В подросте обильна рябина, в подлеске — крушина ломкая и малина. Здесь много валежа. Проективное покрытие травяно-кустарничкового яруса не превышает 40 %, доминирует черника, встречаются кислица обыкновенная, седмичник европейский, ожика волосистая, майник двулистный, хвощ лесной, подмаренник трехцветковый. Есть кисличные участки с единичными папоротниками (щитовник картузианский), редко встречается венерин башмачок настоящий. Зеленые мхи встречаются пятнами.
Озеро Глебовское окружено переходной сплавиной от 5 до 30 м шириной, образованной сфагновыми мхами (сфагнумы балтийский, остроконечный, тупой и другие) и осоками (пузырчатой, вздутой, вздутоносой, топяной, волосистоплодной, малоцветковой и другими). Осоки вздутоносая и малоцветковая занесены в Красную книгу Московской области. На сплавине встречаются также сабельник болотный, вахта трехлистная, клюква обыкновенная, росянка круглолистная, тиселинум болотный, подбел многолистный, мирт болотный, череда поникшая и шейхцерия болотная (вид, занесенный в Красную книгу Московской области). В краевых частях сплавины растут белокрыльник болотный, телиптерис болотный, рогоз широколистный, осока береговая, а в воде — рдест плавающий, кувшинка белоснежная, кубышка жёлтая. Болото залесено низкорослыми соснами высотой 2—5 м (сомкнутость крон 0,2), вдоль берега единично встречается ольха чёрная высотой до 10 м.
На юге сплавина граничит с сосняком зеленомошно-сфагновым, с густым подлеском из крушины ломкой, местами с обильным еловым и березовым подростом. На севере и востоке сплавина переходит в сфагновый, а затем в зеленомошно-сфагновый сосняк, в котором изредка встречается морошка приземистая. Дальше от озера он сменяется сосняком с единичными елью и березой чернично-зеленомошным крушиновым с багульником и голубикой. Зеленые мхи представлены плеврозиумом Шребера и видами дикранума. По западинам имеются сфагновые с пушицей фрагменты сообществ. Ещё дальше от озера исчезают болотные виды, доминирует черника, появляется майник двулистный, плаун годичный, седмичник европейский и кислица.
С юга болотный массив отграничен от сельхозугодий полосой черноолынаников снытьево-крапивных и влажнотравно-крапивных с участками березняков, осинников, местами с ольхой серой.
Вдоль «экологической тропы» к озеру, которая до сплавины проходит через молодой мелколиственный лес, обильна крапива двудомная, ей сопутствуют гравилаты речной и городской, сныть обыкновенная, фиалка лысая и некоторые другие виды.

### Фауна
Животный мир заказника отличается большим видовым богатством и репрезентативностью для соответствующих природных сообществ Московской области. Основу фаунистического комплекса здесь составляют типичные виды хвойных и смешанных лесов Средней полосы России. Большая концентрация редких и охраняемых видов животных и отсутствие синантропных видов в фаунистическом составе заказника свидетельствуют о высокой степени сохранности и ценности его природных комплексов.
В заказнике отмечено обитание около 58 видов позвоночных животных, из них — трех видов рыб, двух видов амфибий, четырёх видов рептилий, 38 видов птиц, и 11 видов млекопитающих.
Рыбы — щука, окунь, плотва — встречаются в двух главных водоемах заказника: в озере Сальковском на участке № 1 и в озере Глебовском на участке № 2.
В границах участка № 1 можно выделить два основных зоокомплекса (зооформации) наземных позвоночных животных: зооформацию хвойных и смешанных лесов и зооформацию сосново-сфагновых болот.
На территории участка находится озеро Сальковское со сплавиной, где представлена зооформация сосново-сфагновых болот. На остальных площадях участка преобладает зооформация хвойных и смешанных лесов.
Зооформация хвойных и смешанных лесов представлена здесь следующими видами: обыкновенный ёж, обыкновенная бурозубка, обыкновенная белка, рыжая полевка, заяц-беляк, кабан, обыкновенная лисица, енотовидная собака, лесная куница, глухарь (редкий и уязвимый вид, не включенный в Красную книгу Московской области, но нуждающийся на территории области в постоянном контроле и наблюдении), большой подорлик (вид, занесённый в Красную книгу Российской Федерации и Красную книгу Московской области), ястреб-тетеревятник, ястреб-перепелятник, длиннохвостая неясыть (вид, занесённый в Красную книгу Московской области), обыкновенная кукушка, большой пёстрый дятел, лесной конёк, иволга, ворон, сойка, крапивник, пеночка-весничка, пеночка-теньковка, пеночка-трещотка, зелёная пересмешка, славка-черноголовка, зяблик, чиж, зарянка, поползень, большая синица, обыкновенная лазоревка, рябинник, певчий дрозд, белобровик, чёрный дрозд, ополовник, серая мухоловка, мухоловка-пеструшка, живородящая ящерица, веретеница ломкая (вид, занесённый в Красную книгу Московской области), травяная и остромордая лягушки. На территории участка уже в течение десятков лет обитает несколько бурых медведей (вид, занесенный в Красную книгу Московской области), использующие территорию заказника, в том числе, для выведения потомства.
Зооформация сосново-сфагновых болот представлена в центральной части участка, по берегу озера Сальковское, где находится переходное болото со сплавиной. Представителями данной зооформации являются: лось, серый журавль (вид, занесенный в Красную книгу Московской области), змееяд (вид, занесённый в Красную книгу Российской Федерации и Красную книгу Московской области), желна, пухляк, пищуха, московка, желтоголовый королёк, кедровка (вид, занесенный в Красную книгу Московской области).
Участок № 2 занимает совсем небольшую площадь (всего один квартал) — это собственно озеро Глебовское со сплавиной и сопредельные с ним участки леса. Здесь распространены те же зооформации и встречаются те же обычные виды, что и на участке № 1.
Из охраняемых видов, занесенных в Красную книгу Московской области, на данном участке встречаются серый журавль, кедровка, обыкновенный уж, обыкновенная гадюка.

### Охранная зона
Территория охранной зоны заказника расположена в зоне распространения моренно-водноледниковых и водноледниковых равнин Верхне-Волжской низменности на правобережье реки Хотчи. В пределах охранной зоны представлена основная поверхность моренно-водноледниковой равнины с холмами, ложбинами стока и западинами, участок водноледниковой равнины (в юго-восточной части территории), которые прорезаются разветвленной сетью дренажных каналов и канав, а также фрагмент правобережной долины реки Хотчи.
Абсолютные высоты охранной зоны заказника варьируют от 113 м над у.м. (отметка меженного уреза воды реки Хотчи в северо-западном углу территории) до 132 м над у.м. (отметка на поверхности водноледниковой равнины в юго-восточной оконечности территории).
Строение дочетвертичного фундамента и четвертичного чехла, а также современные рельефообразующие процессы на подавляющей части территории охранной зоны аналогичны территории заказника. Занимающие небольшую площадь в пределах охранной зоны поверхности водноледниковой равнины сложены водноледниковыми песками и супесями, а пойма реки Хотчи — аллювиальными песками и супесями.
Территория охранной зоны заказника, как и сам заказник, относится к бассейну реки Хотчи (правого притока реки Волги), куда направлен сток многочисленных мелиоративных водотоков территории. Ширина дренажных каналов охранной зоны достигает 5—7 м. В своей западной оконечности граница охранной зоны проходит по реке Хотче. Ширина слабоизволистого русла реки составляет здесь 60—70 м. Глубина реки — до 1,5 м. Пойма Хотчи часто заболочена, здесь отмечаются выходы грунтовых вод. Большие площади в охранной зоне занимают заболоченные участки ложбин стока и западин, большинство из которых преобразовано мелиоративной сетью.
Почвенный покров территории охранной зоны заказника представлен дерново-подзолистыми почвами на возвышенных участках моренноводноледниковой равнины, дерново-подзолистыми глеевыми почвами — в небольших понижениях, дерново-подзолами и дерново-подзолами глеевыми на водноледниковой равнине, перегнойно-глеевыми и гумусово-глеевыми почвами в переувлажненных днищах ложбин и западин.
Леса охранной зоны представлены елово-мелколиственными, мелколиственно-еловыми и мелколиственными лесами с участками еловых, сосново-еловых лесов с подростом широколиственных пород, а также лесных культур липы. Чаще здесь встречаются вторичные мелколиственные леса. В травяном ярусе этих лесов участвуют виды разных эколого-ценотических групп: сныть обыкновенная, кислица, костяника, копытень, золотарник обыкновенный, земляника лесная, фиалка удивительная, ортилия однобокая, бор развесистый, вейник тростниковидный, чина весенняя, василистник водосборолистный, звездчатка жестколистная, папоротники и сивец луговой.
Охранная зона, непосредственно примыкающая к территории заказника, характеризуется тем же набором основных видов позвоночных животных, что и территория самого заказника, кроме видов, непосредственно связанных с водоемами. Здесь выделяются две основных зооформации — хвойных и лиственных лесов. Всего на этом участке отмечено обитание 37 видов наземных позвоночных животных, из них — двух видов амфибий, одного вида рептилий, 27 видов птиц, и семи видов млекопитающих.
С хвойными лесами связаны в своем распространении обыкновенная белка, рыжая полевка, ястреб-тетеревятник, ястреб-перепелятник, большой пёстрый дятел, желна, пухляк, ворон, сойка, пеночка-трещотка, чиж, поползень, пищуха, московка, желтоголовый королёк.
Типичными представителями зооформации лиственных лесов являются: обыкновенный ёж, обыкновенная кукушка, лесной конёк, иволга, пеночка-теньковка, зелёная пересмешка, славка-черноголовка, зарянка, большая синица, обыкновенная лазоревка, певчий дрозд, чёрный дрозд, ополовник.
Во всех лесных биотопах заказника встречаются: обыкновенная бурозубка, заяц-беляк, кабан, лось, обыкновенная лисица, енотовидная собака, лесная куница, крапивник, пеночка-весничка, зяблик, рябинник, белобровик, мухоловка-пеструшка, травяная и остромордая лягушки. В разреженных лесных насаждениях обитает серая мухоловка; на хорошо прогреваемых участках нередка живородящая ящерица. По опушкам разных типов лесов встречается канюк.
Охранная зона является также частью индивидуальных участков бурых медведей, а также иных редких и уязвимых видов, являющихся объектами особой охраны заказника.

## Объекты особой охраны заказника
Охраняемые экосистемы: субнеморальные елово-мелколиственные, мелколиственно-еловые и мелколиственные леса с вкраплениями участков таёжных и субнеморальных еловых и сосново-еловых лесов и еловошироколиственных лесов, черноолыпаники влажнотравно-крупнотравные, переходные болота, озера с участками сплавин и окружающих их заболоченных сфагновых лесов.
Места произрастания и обитания охраняемых в Московской области, а также иных редких и уязвимых видов растений и животных, зафиксированных на территории заказника, перечисленных ниже, а также глухаря.
Охраняемые в Московской области, а также иные редкие и уязвимые виды растений:
- виды, занесенные в Красную книгу Российской Федерации и Красную книгу Московской области: пальчатокоренник Траунштейнера, венерин башмачок настоящий;
- виды, занесенные в Красную книгу Московской области: шейхцерия болотная, морошка приземистая, дудник болотный, осоки малоцветковая и вздутоносая.
- виды, являющиеся редкими и уязвимыми таксонами, не включенные в Красную книгу Московской области, но нуждающиеся на территории области в постоянном контроле и наблюдении: купальница европейская, дремлик широколистный, кувшинка белоснежная, волчеягодник обыкновенный, или волчье лыко.

Охраняемые в Московской области, а также иные редкие и уязвимые виды животных:
- виды, занесённые в Красную книгу Московской области и Красную книгу Российской Федерации: змееяд, большой подорлик;
- виды, занесённые в Красную книгу Московской области: бурый медведь, серый журавль, длиннохвостая неясыть, кедровка, веретеница ломкая, обыкновенная гадюка, обыкновенный уж.